# Coco de Roda Negras e Negros do Leitão da Carapuça
O Coco de Roda Negras e Negros do Leitão da Carapuça é um grupo que representa a rica tradição do coco de roda em Pernambuco. Com raízes profundas na cultura afro-brasileira, o grupo tem se destacado por preservar e difundir essa manifestação cultural tão importante para a identidade do nordeste brasileiro.

## História
Originário de Afogados da Ingazeira, o grupo tem uma trajetória marcada pela paixão pela música e pela dança. Ao longo dos anos, os integrantes do grupo têm se dedicado a manter viva a tradição do coco de roda, transmitindo seus conhecimentos para as novas gerações.
Mestres Inácio Pedro e Miguel, duas figuras emblemáticas do grupo, são considerados verdadeiras enciclopédias vivas do coco de roda. Com suas emboladas e conhecimentos profundos sobre a história e os ritmos dessa manifestação cultural, eles são responsáveis por guiar e inspirar os demais integrantes.[carece de fontes?]

## Reconhecimento
O Coco de Roda Negras e Negros do Leitão da Carapuça já conquistou diversos prêmios e reconhecimentos, sendo considerado um dos grupos mais importantes do estado de Pernambuco. Em 2023, o grupo foi titulado Patrimônios Vivos de Pernambuco, um reconhecimento que valoriza a importância de sua contribuição para a cultura popular.
A importância do grupo vai além da preservação da tradição. O Coco de Roda Negras e Negros do Leitão da Carapuça também desempenha um papel fundamental na promoção da inclusão social e na construção de uma identidade cultural forte. Através de suas apresentações, o grupo convida o público a participar da roda, promovendo a interação e o fortalecimento dos laços comunitários.

## Apresentações ao vivo
Em um show, o público pode esperar muita alegria, energia e tradição. A sonoridade marcante da zabumba, pandeiro e triângulo se une aos cantos improvisados e às danças circulares, criando uma atmosfera única e contagiante. As emboladas de Mestre Miguel são um dos grandes destaques das apresentações, encantando a todos com sua poesia e humor.

## Discografia
| Titulo                                                                                           | Ano  | Ref. |
| ------------------------------------------------------------------------------------------------ | ---- | ---- |
| Grupo De Coco Negros E Negras Do Leitão and Banda De Pífanos Do Sítio Leitão Da Carapuça (Albúm) | 2003 |      |